# 仇國平
仇國平（英語：Chou Kwok Ping）是一名政治學家，前澳門大學政府與行政學系副教授。
仇國平為人敢言，關注社會議題和積極參與社會運動，曾公開批評澳門特別行政區行政長官崔世安和撰寫2012、2013年澳門人權報告，他於2014年7月當選為澳門民主派政黨新澳門學社副理事長。同年8月，他獲澳大校方通知不予續約，被外界質疑是因言入罪和令外界關注學術自由備受威脅，當地學術界認為當局的手法是「殺雞儆猴」。有當地媒體指出，除了仇國平被施以如此嚴厲的處分之外，還有多名學者受到不同程序的打壓，包括遲遲未獲續約和被警告等。

## 經歷
仇國平在1988年畢業於皇仁書院，1991年畢業於香港城市理工學院公共及社會行政系，其後於香港中文大學取得教育文憑和香港大學取得政治及公共行政學博士學位（2003年）。他自2002年在澳門大學任教，擔任澳門大學社會科學及人文學院政府與公共行政學系助理教授，曾於亞洲開發銀行研究所、新加坡國立大學、及香港城市大學從事訪問研究工作，其研究領域涉及中港澳公共行政改革。
2014年8月，位至政治學副教授的仇國平不獲該校續約。

## 疑遭打壓事件
2014年8月13日，仇國平獲校方通知不予續約。校方起初指控他「不尊重與大學有關連的人士」、「不服從上司」，後來又指他「違反專業操守指引」，包括「歧視學生」和「把政治理念強加學生身上」，而仇國平則不滿校方從來沒有給他辯解的機會。在2013年度的教學評估報告中，校方註明仇國平曾被學生投訴不夠政治中立。校方亦花了超過規定的30個工作天時間去處理其的紀律處分事宜，另外。仇國平經常公開批評澳門特別行政區行政長官崔世安，而崔世安是澳門大學校監。
仇國平認為，他與曾於報章上批評特首崔世安以及在學術文章中批評澳門政府的聖若瑟大學政治學系教授蘇鼎德先後被解僱，是澳門言論自由倒退的明證。仇國平表示，除了他個人，在2014年還有一些敢言的學者，並沒有按常規在約滿前三個月收到續約通知，他認為此舉是為了要「警告一些人要乖一點」，又說滅聲趨勢早已蔓延澳門的各行各業。
有澳門傳媒報道，時澳門大學校長趙偉從來不會因為有教職員在社會發表的意見而作出處罰，形容這樣做是錯的，沒有因為言論或學術而打壓仇國平，而是根據「老師職業道德規章」處理。亦有當地傳媒統計當時有一段時間內最少有六宗學者被打壓、警告的個案，仇國平是其中之一，但仇國平認為實況上不止此數。他引述多間學校學者親身經驗指，過去都曾收到上司「低調一點、慎言一點」的「溫馨提示」，希望他們不要叫學生上街和評論社會問題。他舉例指，過去有學者曾因舉辦西藏問題研討會時，中聯辦致電該校校長，校長繼而關心該名學者，最後經一番波折才能順利舉行，而仇國平曾在舉辦新疆問題研討會也曾遇到「不要辦」的提示。

### 校方反應
澳門大學方面拒絕回答有關仇國平被解僱的問題，亦無回覆香港媒體《信報》是否有政府、中聯辦官員介入的電郵查詢。校方發言人說學術自由是澳門大學其中一項核心價值，並將繼續堅持這項價值。另外，時澳大校長趙偉一直不願意公開調查報告，但他數次不點名批評仇國平在教學上有違「政治中立」和要求學生參加政治活動才能加分。2014年8月，趙偉對傳媒說：「如果要學生參加某某政治活動，不參加就你不給這個分數，這就不對！譬如說，我搞一個甚麼社團，告訴我的團員明天我們去遊行，這是好事！這是對的！無問題！但你對一群學生這樣說，你們明天都去遊行，參加的就加20分，不參加的就沒有這20分，這就不對了！因為你政治上沒有中立！」有媒體指出，趙偉該番言論的版本與早前投稿到澳門日報的「爆料文章」不謀而合。
仇國平認為趙偉要求學者政治中立是匪夷所思：「澳大有那麼多人是共產黨員，如果要政治中立，他們應該要不退黨，要不一起解僱！」而校內亦沒有規定或指引要求老師政治中立。
仇國平稱被澳門大學提起紀律程序後，曾按校內的人士管理規章向澳門大學校董會主席林金城以及前主席謝志偉提出上訴，兩人均回覆無權處理。2014年10月21日，林金城在出席活動被傳媒追訪時表示，有關澳大前副教授仇國平不獲續約事件已經了結，仇國平已經不是澳大的成員，不須再跟進。
身為紀律委員會委員的澳門大學科技學院教授阮家榮回應《南華早報》，他指出對仇國平的懲罰與他在校外的活動無關，而是關乎「他在班上的行為」。當被問及教授能否有政治立場，阮家榮回答: 「當然可以，但在班內，你需要中立、更平衡」。仇國平質疑，為何對他的懲罰會如此重，他說：「對我的懲罰，比教授性騷擾女學生更重（指澳大政政系主任王建偉被投訴性騷擾女大學生，後來被罰停職十日一事）。」

### 機密資料公開
2014年8月21日，當地親中共報章《新華澳報》社長林昶以筆名永逸發表社論：「即使是澳門大學具有對教職員工任免權限的實體和人員，對仇國平作出不予續約的決定，恐必也是經過了縝密的調查，掌握了無懈可擊的實證，並進行了權衡利弊的考量......現在，仇國平已經被校方宣佈不予續約......已經是與澳門大學完全脫離了關係，亦即不用再受澳門大學任何內部規章的束縛了，因而他就應可毫無顧忌地公開獨立委員會的調查報告的內容了。但他卻是沒有公佈，這就或可證明，獨立委員會的調查報告的內容，確實是對他不利。他的不獲校方續約，是咎由自取。但是，如同慣於惡人先告狀伎倆的人那樣，仇國平及其『戰友』們，一方面不敢透露澳門大學獨立委員會調查報告的絲毫內容，另一方面卻是大打『悲情牌』，用一句『民主人權』和『學術和言論自由』，來掩蓋其違反澳門大學專業操守指引的事實，將人們的視線引導到『普世價值』方面去。」
同年10月19日，仇國平向媒體公開共53頁的機密資料，顯示濠江中學2013年3月底曾經向特首崔世安投訴及譴責仇國平等人，在校外派發廉潔選舉的宣傳單章，高呼「公平選舉、師生有責、濠江有責」的口號。濠江指仇國平等人的「過激行為」，「對師生身心造成極大影響」，對未成年學生造成「錯誤的價值判斷」，該封投訴信後來轉到澳門大學。仇國平認為自己被無理處罰及解僱與該封投訴信及平日言論「得罪」建制派有關。
根據該機密資料顯示，一封署名「一群政府與行政學系的學生」的匿名投訴信早在2012年4月澳門政改諮詢期間發出。投訴人先是指對仇國平在政改諮詢期間的「言論和行為表示非常不解和不滿」，又指控他涉嫌「在課堂和社交網站上煽動學生參靜坐絕食和遊行示威等過激行為，並以加學分作為引誘」。然而校方在事後傳召20名學生作供，所有人都指出仇國平沒有強迫學生參與校外活動，也沒有迫他們靜坐、絕食和遊行：
- 學生是自願選擇參加校外活動的，但光是參與活動不會有加分，必須在活動後撰寫報告，闡述自己的分析和觀點才能加分；
- 參加的活動也不只是由非建制派團體所舉辦，也有政府和學校舉辦的活動；
- 也有同學表示，自己的觀點與仇國平不一，但也同樣獲得加分，不認同評分有雙重標準的說法；
- 大部分學生認為仇國平教學嚴格，有時會被罵得很慘，主觀性較強，要符合他的要求有難度。

仇國平亦質問身兼代表教育界立法議員、中華教育會理事長的濠江中學副校長陳虹：「為何向其學生宣傳公平選舉會引起該校不滿？該校是否反對公平選舉？投訴自發展開公民教育的教師，是否代表中華教育會的取向？」
仇國平指他原以為「匿名信事件」已還他清白，他在同年也獲得加薪，認為不會是校方不滿意自己表現的反應，沒想到翌年四月收到濠江的投訴信，匿名信事件再被「翻舊帳」。他指澳大的紀律程序違反程序公義及言論自由原則：
1. 校方一般不會就匿名信正式提起程序，之前一名系主任曾經被匿名投訴性騷擾，最終也沒有被調查；
2. 他以個人身份到濠江派發傳單，與其教學及研究工作無關，澳大為此展開紀律程序，涉嫌打壓他在工餘時間的言論及參與社會行動的自由。

調查期間，包括澳門大學副校長黎日隆在內的紀律委員會多次質疑仇國平在臉書批評建制派社團的言論，仇國平認為上述事例證明趙偉之前所說「仇國平被解僱與其言論無關」是謊言。他質疑「信件是由特首辦直接下達到校方，這怎會跟崔世安、跟政治勢力沒有關？」另一方面，校方一直沒有告知仇國平犯下的錯誤，也沒有給他機會辯護和傳召證人（之前校方傳召20名學生是在程序開始前進行），仇國平表示他是在得知調查結果時才得悉被指控的內容，認為是違反程序公義，又表示有理由相信澳大偏袒某方面的政治力量，濫用紀律處分的權力。

### 相關評價
曾在澳門理工學院教授社會工作的前副教授、現已退休的蘇文欣說，當年他在校教書時，一樣會叫學生參與社會，因為人在社會裡生活就是在參與著，即使社會出現遊行，他也會叫學生去看，因為從事社會工作的，不能視而不見。蘇文欣亦認同校方的舉措有製造寒蟬效應的動機：「殺一儆百永遠都是最好用的，但是，始終我們從事教育的人越來越多年青人，或參與社會的整體行為越來越普遍及容易時，我會看到聲音更加多。」他認為蘇鼎德和仇國平兩名學者因言被解僱的事「除反映學術界言論自由的問題外，更彰顯出澳門的大學制度有必要改革的需要，否則，澳門政府揚言要把澳門大學打造成世界一流大學的地方，難以落實，不過，兩名學者的遭遇更肯定是澳門政府拿起石頭砸自己的腳的例證。」
《論盡媒體》有評論文章指出：社會有意見擔憂如此大規模的打壓行動將會引起「寒蟬效應」，社會籠罩一片「白色恐怖」的氛圍當中，澳門的學術自由及言論自由將步入寒冬。如果沒有敢言的良心學者站出來捍衛公眾利益，卻只有一眾政府的御用學者保駕護航，澳門將成為一個反智的社會。

## 部分著作
- Public Sector Reform in Macau After the Handover　（「澳門人文社會科學研究優秀成果獎」三等獎）[16]
- China's Policies on Its Borderlands and the International Implications
- Government and Policy-Making Reform in China: The Implications of Governing Capacity